# Rhamnose
Rhamnose of ramnose (C6H12O5) is een van nature voorkomend 6-desoxy monosacharide, die uit zes koolstofatomen bestaat en stereochemisch afgeleid is van mannose (6-
desoxymannose). Rhamnose komt alleen voor in pectineketens. Uit rhamnose worden ook enkele aroma's vervaardigd. Afbraakproducten zijn medeverantwoordelijk voor de geur bij winderigheid.
De naam is afgeleid van de botanische naam Rhamnaceae (wegedoornfamilie).
Vergeleken met sacharose heeft een 10%-ige D-rhamnoseoplossing een zoetkracht van 33%.

α-L-Rhamnopyranose, de cyclische pyranose-vorm van L-rhamnose.

Rhamnose is ook een onderdeel van de buitencelmembraan van bacteriën behorend tot het geslacht Mycobacterium, waartoe ook de tuberculose veroorzakende bacterie behoort.